# ماريون ديتريش
ماريون ديتريش (1926-1974) كانت طيارة وواحدة من مجموعة ميركوري 13 التي خضعت لنفس اختبار ناسا في أوائل الستينات كرواد الفضاء ميركوري 7.
ولدت ديتريش في سان فرانسيسكو في عام 1926، وكانت ابنة ريتشارد ديتريش، الذي كان يعمل في مجال الاستيراد، وزوجته ماريون. بدأت ديتريش الطيران في سن مبكرة، وحصلت على شهادة طالب طيار في سن 16. كانت هي وشقيقتها التوأم المتطابقة جانيت ديتريش، الفتيات الوحيدات في صف الطيران في مدرسة بيرلينغام الثانوية.
في عام 1947، دخلت ماريون ديتريش وشقيقتها جانيت السباق الجوي الافتتاحي من تشيكو إلى سان ماتيو، واحتلت المرتبة الأولى، وهزمت الرجال ذوي الخبرة. تخرجت ديتريش من جامعة كاليفورنيا، بركلي عام 1949، وحصلت على درجات علمية في الرياضيات وعلم النفس. بعد وضعهما في سباق محلي آخر، حصل التوأم الطائران على جائزة المركز الثاني في السباق الجوي عبر القارات لجميع النساء 1951، المعروف باسم "Powder Puff Derby". عملت ديتريش لبعض الوقت كمراسلة صحفية لصحيفة أوكلاند تريبيون، أصبحت أيضًا طيارًا في النقل التجاري، حيث كانت تطير رحلات مستأجرة ورحلات عبّارة.
في عام 1960، كانت ديتريش وشقيقتها من بين مجموعة مختارة من الطيارات اللواتي تمت دعوتهن إلى عيادة لوفليس في البوكيرك، حيث قام الخبراء بفحص رواد الفضاء المحتملين في ناسا. خضعت النساء لنفس الفحوصات والفحوصات الطبية التي خضع لها آلان شيبرد وجون جلين والرجال الآخرون الذين سافروا في النهاية إلى الفضاء. تضمنت الاختبارات الشاملة كل شيء من ابتلاع 3 أقدام من خرطوم مطاطي إلى شرب المياه المشعة. على الرغم من أن طولها 5 أقدام و 3 بوصات و 100 رطل فقط ، أكملت ديتريش نظام الاختبارات، كما فعلت أختها و 11 امرأة أخرى.
وفي حين انتظرت النساء المرحلة التالية من برنامجهن في تموز/يوليو 1961، توقف الاختبار دون سابق إنذار أو تفسير. وسوف يستغرق الأمر عقدين آخرين قبل أن تطلق الولايات المتحدة أول امرأة لها إلى الفضاء، وهي سالي رايد، عالمة الفيزياء الفلكية التي تحولت إلى رائدة فضاء.
توفيت ديتريش من السرطان في عام 1974.
وفي عام 2006، افتتح المتحف الدولي للهواء والفضاء النسائي معرض لتكريم عطارد 13 - نساء الزئبق. وفي أيار/مايو 2007، حصل فريق عطارد 13 على درجة الدكتوراه الفخرية في العلوم من جامعة ويسكونسن - أوشكوش.